# HELLP-syndrom
HELLP-syndrom är en ovanlig men allvarlig graviditetskomplikation kopplad till preeklampsi. Akronymen står för "hemolysis, elevated liver enzymes and low platelet count".
HELLP debuterar vanligtvis under den andra halvan av graviditeten eller strax efter förlossningen. Symtomen kan vara trötthet, vätskeansamling, huvudvärk, illamående, buksmärta i övre delen av buken, dimsyn, näsblod och kramper. Komplikationer kan innefatta disseminerad intravasal koagulation, placentaavlossning och njursvikt.
Diagnosen baseras vanligtvis på kliniska symptom och att blodprover visar tecken på nedbrytning av röda blodkroppar (hemolys), leverpåverkan och låga blodplättsvärden (trombocytopeni).
HELLP-syndrom förekommer i cirka 0,7 % av graviditeter och drabbar cirka 15 % av kvinnor med eklampsi eller svår preeklampsi.

## Symptom
Patienter med HELLP-syndrom drabbas ofta av svår smärta i epigastriet eller högra övre delen av buken, åtföljt av illamående, kräkningar och högt blodtryck. Vissa patienter kan också drabbas av huvudvärk och synproblem.
Kliniskt är det ofta ett snabbt förlopp med hastig försämring av patientens tillstånd.

## Riskfaktorer
Förhöjt BMI och metabola rubbningar, liksom antifosfolipidsyndrom, ökar risken för HELLP-syndrom. Om kvinnan utvecklat HELLP-syndrom i en tidigare graviditet tenderar hon att löpa en högre risk under alla sina efterföljande graviditeter.

## Patofysiologi
Patofysiologin är fortfarande oklar. Den bakomliggande mekanismen verkar bero på onormal placentautveckling med endotelcellsskada som följd, vilket i sin tur leder till påverkan på koagulation och inflammation.

## Behandling
Den enda botande behandlingen är att kvinnan förlöses så snart som möjligt, eftersom symtomen minskar och gradvis försvinner efter uttagandet av moderkakan. Viss hänsyn tas till graviditetslängden och fostrets förutsättningar, men moderns hälsa går alltid först. Efter graviditetsvecka 34+0 rekommenderas förlossning.
Blodtryckssänkande läkemedel kan användas för att behandla högt blodtryck, vilket ofta ses vid HELLP-syndrom. Magnesiumsulfat används för att minska risken att kvinnan utvecklar eklampsi. Blodförtunnande behandling ges för att minska risken att utveckla blodpropp. Blodtransfusioner kan också krävas.

## Prognos
Med behandling är mödradödligheten mindre än 1 %, även om komplikationer som placentaavlossning, akut njursvikt, subkapsulärt leverhematom, permanent leverskada och näthinneavlossning förekommer hos cirka 25 % av kvinnorna.
Utfallet för barnet är i allmänhet relaterat till vilken graviditetsvecka det föds i. Upp till 40 % är små för graviditetslängden.